# Kätzchen
Pour l'article général sur les chars allemands de la Seconde Guerre mondiale, voir Panzer.
Le Gepanzerter Mannschaftstransportwagen Kätzchen (Gep. MTW Kätzchen) (Kätzchen en allemand pour chaton) était un véhicule blindé allemand de la fin de la Seconde Guerre mondiale.

## Conception
Mi-1943, l'Heereswaffenamt a demandé à Auto-Union de développer un véhicule équipé de chenilles permettant de transporter 6 à 8 personnes dans une cabine à sommet ouvert. Le véhicule devait atteindre une vitesse minimale de 50 km/h, et avoir un blindage. Auto-Union construit d'abord un modèle en bois et plus tard deux prototypes qui ont été achevés au début de 1944 pour les tests.
La forme de la coque était semblable à la coque du Panzerkampfwagen Tiger II, mais beaucoup plus petite. Le véhicule était une traction avant, avec cinq ou six roues de route en acier se chevauchant, ressemblant peut-être dans son apparence au système de suspension du char de remplacement E-25 jamais construit. 

Le véhicule avait une cabine ouverte avec un moteur Maybach HL 50Z de 200 cv à l'arrière du côté droit, avec une boîte de vitesses hydraulique. À l'arrière gauche, il y avait une porte pour les occupants. Le pilote était assis à l'avant, avec à côté de lui le tireur d'une mitrailleuse MG34 ou MG42. Le pilote et le tireur pouvait sortir du véhicule par l'arrière, ou grimper sur les côtés[Comment ?]. Le blindage est composé de 30 mm à l'avant et 14,5 mm sur les autres côtés.
Auto-Union a reçu l'ordre pour arrêter le travail sur leur conception, et BMM (Böhmisch-Mährische Maschinenfabrik AG) a reçu la tâche d'adapter le châssis au rôle de chasseur de char : le Hetzer. C'est ce qu'on a appelé le Vollkettenaufklarer 38 (t) Kätzchen.

### Rérérences
- (en) Cet article est partiellement ou en totalité issu de l’article de Wikipédia en anglais intitulé « Gepanzerter Mannschaftstransportwagen 'Kätzchen' » (voir la liste des auteurs).

1. ↑  (en) Thomas Anderson, Panzergrenadier, Bloomsbury Publishing, 16 septembre 2021 (ISBN 978-1-4728-4180-3, lire en ligne), p. 283